# Berbeo
Berbeo là một thị xã và đô thị ở Departamento của Colombia Boyacá, thuộc phân vùng Lengupá.